# Adelaïde van Orléans

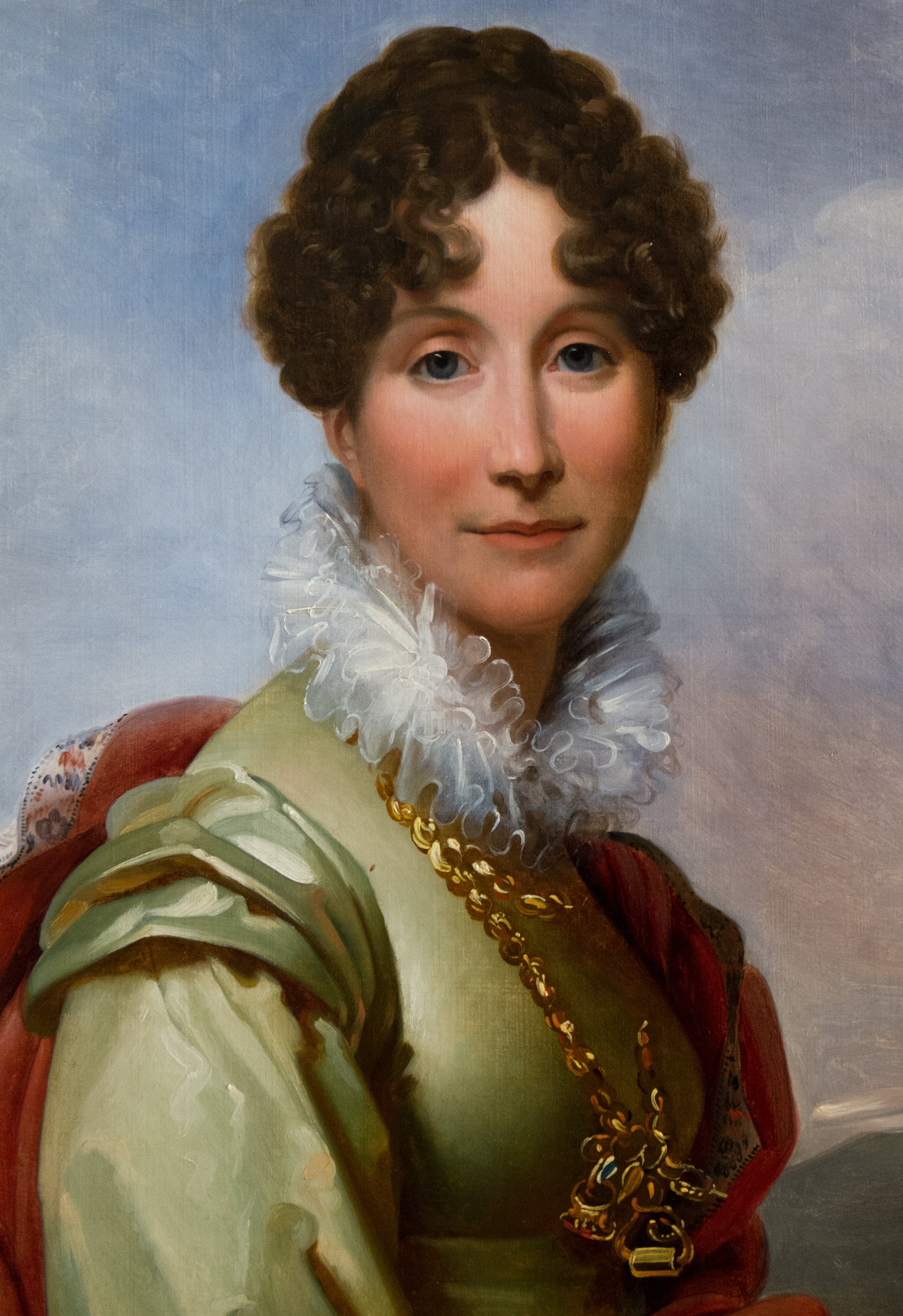
Portret van Adélaïde van Orléans.

Louise Marie Adélaïde Eugénie d'Orléans, ook bekend als Madame Adélaïde (Parijs, 23 augustus 1777 - aldaar, 31 december 1847) was een Franse prinses uit het huis Orléans.

## Levensloop
Adélaïde was een dochter van hertog Lodewijk Filips II van Orléans uit diens huwelijk met Louise Marie Adélaïde van Bourbon, dochter van Lodewijk Jan Maria van Bourbon, hertog van Penthièvre. Ze had een tweelingzus Françoise, die in 1782 overleed, en kreeg van haar gouvernante Félicité de Genlis, met wie ze een zeer nauwe band had, een liberale opvoeding. Ze werd beschouwd als potentiële echtgenote voor Lodewijk Anton van Bourbon, hertog van Angoulême, maar deze plannen werden verhinderd door koningin Marie Antoinette. Ook plannen om haar uit te huwelijken aan Lodewijk Antons broer Karel Ferdinand, de hertog van Berry, kwamen niet van de grond.
In 1791, middenin de Franse Revolutie, vroeg haar vader aan Madame de Genlis om Adélaïde voor haar veiligheid naar Engeland te brengen. In 1792 haalde Lodewijk Filips II hen terug om te vermijden dat Adélaïdes naam op de lijst van emigranten zou worden geplaatst. Nadat de Genlis ontdekte dat ze wel degelijk al op die lijst stond en de politieke situatie begon te verslechteren, stuurde haar vader Adélaïde opnieuw naar het buitenland. Ze reisde samen met Madame de Genlis naar de Oostenrijkse Nederlanden en vervolgens naar Zwitserland, waar ze werd ondergebracht in het klooster van Bremgarten. Tijdens de Terreur eindigde haar vader onder de guillotine en werd haar moeder naar Spanje verbannen. Ergens in de lente van 1794 verhuisde Adélaïde naar de woning van haar oudtante Maria Fortunata d'Este, echtgenote van Lodewijk Frans II van Bourbon-Conti. In 1798 verhuisden beide vrouwen naar Beieren om daarna naar Bratislava te trekken. In 1801 vervoegde ze zich bij haar moeder in Barcelona. De relatie met haar moeder was niet goed, Adélaïde keurde haar relatie met kanselier de Folmont af en nadat haar broer Lodewijk Filips in november 1809 huwde met Marie Amélie van Bourbon-Sicilië ging ze dan ook bij haar broer en schoonzus op het Palazzo Orléans in Palermo wonen. Adélaïde wijdde zich volledig aan de familie van haar broer en was ook een tweede moeder voor zijn kinderen.
Na de val van Napoleon in 1814 keerden Adélaïde en het gezin van haar broer terug naar Frankrijk en vestigden ze zich in het Palais-Royal in Parijs. Tijdens de Restauratie was ze een van de leidende krachten op de familievergaderingen van het huis Orléans en groeide ze uit tot een intelligente en loyale vertrouwelinge en adviseuse van haar broer. Ook had ze grote politieke invloed op hem en ondersteunde ze de ideeën van een constitutionele monarchie en een representatieve democratie. Hierdoor botste ze met het regerende huis Bourbon, dat reactionaire ideeën had, en met name Marie Thérèse van Bourbon, de echtgenote van de hertog van Angoulême.
In haar appartement in het Palais-Royal hield ze salons die de kern vormden van de liberale oppositie tegen het regime van Lodewijk XVIII en Karel X. Daarnaast gebruikte ze haar enorme fortuin om de liberale pers te ondersteunen en bij verschillende politieke actoren, artiesten, intellectuelen en invloedrijke figuren steun te vinden voor haar broer, die ze graag op de troon wilde zien. Een van die figuren was staatsman Charles-Maurice de Talleyrand.
Na de Julirevolutie van 1830, die een einde maakte aan het bewind van Karel X, spoorde Adélaïde haar broer aan om de Franse troon te aanvaarden en een constitutionele monarchie te installeren. Na enig getwijfel aanvaardde Lodewijk Filips I het koningschap en op 6 augustus 1830 was Adélaïde aanwezig toen Lodewijk Filips in de Kamer van Afgevaardigden de eed aflegde als koning der Fransen. Ook bezocht ze samen met haar schoonzus Marie Amélie mensen die tijdens de Julirevolutie gewond waren geraakt en verleende ze hen financiële steun. Tijdens het koningschap van haar broer was Madame Adélaïde, zoals ze sinds de troonsbestijging van Lodewijk Filips werd genoemd, een grote steun en toeverlaat voor hem: hij kwam haar dagelijks opzoeken om over staats- en familiale zaken te discussiëren en volgde haar adviezen.
Adélaïde van Orléans stierf op 31 december 1847, ongehuwd en kinderloos. Haar dood werd als een groot verlies beschouwd, niet enkel op emotioneel, maar ook op politiek vlak. Ze werd bijgezet in de Dreux Royal Chapel. Twee maand na haar overlijden brak de Februarirevolutie van 1848 uit, die een einde maakte aan het bewind van haar broer en de Julimonarchie.

## Kwartierstaat (voorouders)
| Lodewijk IV van Orléans (1703-1752) | Lodewijk IV van Orléans (1703-1752) | Lodewijk IV van Orléans (1703-1752) | Lodewijk IV van Orléans (1703-1752) | Lodewijk IV van Orléans (1703-1752)         | Lodewijk IV van Orléans (1703-1752)         | Augusta van Baden-Baden (1704-1726)         | Augusta van Baden-Baden (1704-1726)         | Augusta van Baden-Baden (1704-1726)         | Augusta van Baden-Baden (1704-1726)         | Augusta van Baden-Baden (1704-1726)        | Augusta van Baden-Baden (1704-1726)        |                                            |                                            | Lodewijk Armand II van Bourbon-Conti (1695-1727) | Lodewijk Armand II van Bourbon-Conti (1695-1727) | Lodewijk Armand II van Bourbon-Conti (1695-1727) | Lodewijk Armand II van Bourbon-Conti (1695-1727) | Lodewijk Armand II van Bourbon-Conti (1695-1727) | Lodewijk Armand II van Bourbon-Conti (1695-1727) | Louise Elisabeth van Bourbon (1693-1775) | Louise Elisabeth van Bourbon (1693-1775) | Louise Elisabeth van Bourbon (1693-1775) | Louise Elisabeth van Bourbon (1693-1775) | Louise Elisabeth van Bourbon (1693-1775) | Louise Elisabeth van Bourbon (1693-1775) |                                  |                                  | Lodewijk Alexander van Bourbon (1678-1737) | Lodewijk Alexander van Bourbon (1678-1737) | Lodewijk Alexander van Bourbon (1678-1737) | Lodewijk Alexander van Bourbon (1678-1737) | Lodewijk Alexander van Bourbon (1678-1737) | Lodewijk Alexander van Bourbon (1678-1737) | Marie Victoire de Noailles (1688-1766)     | Marie Victoire de Noailles (1688-1766)     | Marie Victoire de Noailles (1688-1766)     | Marie Victoire de Noailles (1688-1766)     | Marie Victoire de Noailles (1688-1766)        | Marie Victoire de Noailles (1688-1766)        |                                               |                                               | Francesco III d'Este (1698-1780)              | Francesco III d'Este (1698-1780)              | Francesco III d'Este (1698-1780)              | Francesco III d'Este (1698-1780)              | Francesco III d'Este (1698-1780)              | Francesco III d'Este (1698-1780)              | Charlotte Aglaë van Orléans (1700-1761)       | Charlotte Aglaë van Orléans (1700-1761)       | Charlotte Aglaë van Orléans (1700-1761) | Charlotte Aglaë van Orléans (1700-1761) | Charlotte Aglaë van Orléans (1700-1761) | Charlotte Aglaë van Orléans (1700-1761) |  |  |  |  |  |  |  |  |  |  |  |  |  |  |  |  |  |  |  |  |  |  |  |  |  |  |  |  |  |  |  |  |  |  |  |  |  |  |  |  |  |  |  |  |  |  |  |  |
| Lodewijk IV van Orléans (1703-1752) | Lodewijk IV van Orléans (1703-1752) | Lodewijk IV van Orléans (1703-1752) | Lodewijk IV van Orléans (1703-1752) | Lodewijk IV van Orléans (1703-1752)         | Lodewijk IV van Orléans (1703-1752)         | Augusta van Baden-Baden (1704-1726)         | Augusta van Baden-Baden (1704-1726)         | Augusta van Baden-Baden (1704-1726)         | Augusta van Baden-Baden (1704-1726)         | Augusta van Baden-Baden (1704-1726)        | Augusta van Baden-Baden (1704-1726)        |                                            |                                            | Lodewijk Armand II van Bourbon-Conti (1695-1727) | Lodewijk Armand II van Bourbon-Conti (1695-1727) | Lodewijk Armand II van Bourbon-Conti (1695-1727) | Lodewijk Armand II van Bourbon-Conti (1695-1727) | Lodewijk Armand II van Bourbon-Conti (1695-1727) | Lodewijk Armand II van Bourbon-Conti (1695-1727) | Louise Elisabeth van Bourbon (1693-1775) | Louise Elisabeth van Bourbon (1693-1775) | Louise Elisabeth van Bourbon (1693-1775) | Louise Elisabeth van Bourbon (1693-1775) | Louise Elisabeth van Bourbon (1693-1775) | Louise Elisabeth van Bourbon (1693-1775) |                                  |                                  | Lodewijk Alexander van Bourbon (1678-1737) | Lodewijk Alexander van Bourbon (1678-1737) | Lodewijk Alexander van Bourbon (1678-1737) | Lodewijk Alexander van Bourbon (1678-1737) | Lodewijk Alexander van Bourbon (1678-1737) | Lodewijk Alexander van Bourbon (1678-1737) | Marie Victoire de Noailles (1688-1766)     | Marie Victoire de Noailles (1688-1766)     | Marie Victoire de Noailles (1688-1766)     | Marie Victoire de Noailles (1688-1766)     | Marie Victoire de Noailles (1688-1766)        | Marie Victoire de Noailles (1688-1766)        |                                               |                                               | Francesco III d'Este (1698-1780)              | Francesco III d'Este (1698-1780)              | Francesco III d'Este (1698-1780)              | Francesco III d'Este (1698-1780)              | Francesco III d'Este (1698-1780)              | Francesco III d'Este (1698-1780)              | Charlotte Aglaë van Orléans (1700-1761)       | Charlotte Aglaë van Orléans (1700-1761)       | Charlotte Aglaë van Orléans (1700-1761) | Charlotte Aglaë van Orléans (1700-1761) | Charlotte Aglaë van Orléans (1700-1761) | Charlotte Aglaë van Orléans (1700-1761) |  |  |  |  |  |  |  |  |  |  |  |  |  |  |  |  |  |  |  |  |  |  |  |  |  |  |  |  |  |  |  |  |  |  |  |  |  |  |  |  |  |  |  |  |  |  |  |  |
|                                     |                                     |                                     |                                     |                                             |                                             |                                             |                                             |                                             |                                             |                                            |                                            |                                            |                                            |                                                  |                                                  |                                                  |                                                  |                                                  |                                                  |                                          |                                          |                                          |                                          |                                          |                                          |                                  |                                  |                                            |                                            |                                            |                                            |                                            |                                            |                                            |                                            |                                            |                                            |                                               |                                               |                                               |                                               |                                               |                                               |                                               |                                               |                                               |                                               |                                               |                                               |                                         |                                         |                                         |                                         |  |  |  |  |  |  |  |  |  |  |  |  |  |  |  |  |  |  |  |  |  |  |  |  |  |  |  |  |  |  |  |  |  |  |  |  |  |  |  |  |  |  |  |  |  |  |  |  |
|                                     |                                     |                                     |                                     | Lodewijk Filips I van Orléans (1725-1785)   | Lodewijk Filips I van Orléans (1725-1785)   | Lodewijk Filips I van Orléans (1725-1785)   | Lodewijk Filips I van Orléans (1725-1785)   | Lodewijk Filips I van Orléans (1725-1785)   | Lodewijk Filips I van Orléans (1725-1785)   |                                            |                                            |                                            |                                            |                                                  |                                                  | Louise Henriëtte van Bourbon (1726-1759)         | Louise Henriëtte van Bourbon (1726-1759)         | Louise Henriëtte van Bourbon (1726-1759)         | Louise Henriëtte van Bourbon (1726-1759)         | Louise Henriëtte van Bourbon (1726-1759) | Louise Henriëtte van Bourbon (1726-1759) |                                          |                                          |                                          |                                          |                                  |                                  |                                            |                                            |                                            |                                            | Lodewijk Jan Maria van Bourbon (1725-1793) | Lodewijk Jan Maria van Bourbon (1725-1793) | Lodewijk Jan Maria van Bourbon (1725-1793) | Lodewijk Jan Maria van Bourbon (1725-1793) | Lodewijk Jan Maria van Bourbon (1725-1793) | Lodewijk Jan Maria van Bourbon (1725-1793) |                                               |                                               |                                               |                                               |                                               |                                               | Maria Theresia Félicia van Modena (1726-1754) | Maria Theresia Félicia van Modena (1726-1754) | Maria Theresia Félicia van Modena (1726-1754) | Maria Theresia Félicia van Modena (1726-1754) | Maria Theresia Félicia van Modena (1726-1754) | Maria Theresia Félicia van Modena (1726-1754) |                                         |                                         |                                         |                                         |  |  |  |  |  |  |  |  |  |  |  |  |  |  |  |  |  |  |  |  |  |  |  |  |  |  |  |  |  |  |  |  |  |  |  |  |  |  |  |  |  |  |  |  |  |  |  |  |
|                                     |                                     |                                     |                                     | Lodewijk Filips I van Orléans (1725-1785)   | Lodewijk Filips I van Orléans (1725-1785)   | Lodewijk Filips I van Orléans (1725-1785)   | Lodewijk Filips I van Orléans (1725-1785)   | Lodewijk Filips I van Orléans (1725-1785)   | Lodewijk Filips I van Orléans (1725-1785)   |                                            |                                            |                                            |                                            |                                                  |                                                  | Louise Henriëtte van Bourbon (1726-1759)         | Louise Henriëtte van Bourbon (1726-1759)         | Louise Henriëtte van Bourbon (1726-1759)         | Louise Henriëtte van Bourbon (1726-1759)         | Louise Henriëtte van Bourbon (1726-1759) | Louise Henriëtte van Bourbon (1726-1759) |                                          |                                          |                                          |                                          |                                  |                                  |                                            |                                            |                                            |                                            | Lodewijk Jan Maria van Bourbon (1725-1793) | Lodewijk Jan Maria van Bourbon (1725-1793) | Lodewijk Jan Maria van Bourbon (1725-1793) | Lodewijk Jan Maria van Bourbon (1725-1793) | Lodewijk Jan Maria van Bourbon (1725-1793) | Lodewijk Jan Maria van Bourbon (1725-1793) |                                               |                                               |                                               |                                               |                                               |                                               | Maria Theresia Félicia van Modena (1726-1754) | Maria Theresia Félicia van Modena (1726-1754) | Maria Theresia Félicia van Modena (1726-1754) | Maria Theresia Félicia van Modena (1726-1754) | Maria Theresia Félicia van Modena (1726-1754) | Maria Theresia Félicia van Modena (1726-1754) |                                         |                                         |                                         |                                         |  |  |  |  |  |  |  |  |  |  |  |  |  |  |  |  |  |  |  |  |  |  |  |  |  |  |  |  |  |  |  |  |  |  |  |  |  |  |  |  |  |  |  |  |  |  |  |  |
|                                     |                                     |                                     |                                     |                                             |                                             |                                             |                                             |                                             |                                             | Lodewijk Filips II van Orléans (1747-1793) | Lodewijk Filips II van Orléans (1747-1793) | Lodewijk Filips II van Orléans (1747-1793) | Lodewijk Filips II van Orléans (1747-1793) | Lodewijk Filips II van Orléans (1747-1793)       | Lodewijk Filips II van Orléans (1747-1793)       |                                                  |                                                  |                                                  |                                                  |                                          |                                          |                                          |                                          |                                          |                                          |                                  |                                  |                                            |                                            |                                            |                                            |                                            |                                            |                                            |                                            |                                            |                                            | Louise Marie Adélaïde van Bourbon (1753−1821) | Louise Marie Adélaïde van Bourbon (1753−1821) | Louise Marie Adélaïde van Bourbon (1753−1821) | Louise Marie Adélaïde van Bourbon (1753−1821) | Louise Marie Adélaïde van Bourbon (1753−1821) | Louise Marie Adélaïde van Bourbon (1753−1821) |                                               |                                               |                                               |                                               |                                               |                                               |                                         |                                         |                                         |                                         |  |  |  |  |  |  |  |  |  |  |  |  |  |  |  |  |  |  |  |  |  |  |  |  |  |  |  |  |  |  |  |  |  |  |  |  |  |  |  |  |  |  |  |  |  |  |  |  |
|                                     |                                     |                                     |                                     |                                             |                                             |                                             |                                             |                                             |                                             | Lodewijk Filips II van Orléans (1747-1793) | Lodewijk Filips II van Orléans (1747-1793) | Lodewijk Filips II van Orléans (1747-1793) | Lodewijk Filips II van Orléans (1747-1793) | Lodewijk Filips II van Orléans (1747-1793)       | Lodewijk Filips II van Orléans (1747-1793)       |                                                  |                                                  |                                                  |                                                  |                                          |                                          |                                          |                                          |                                          |                                          |                                  |                                  |                                            |                                            |                                            |                                            |                                            |                                            |                                            |                                            |                                            |                                            | Louise Marie Adélaïde van Bourbon (1753−1821) | Louise Marie Adélaïde van Bourbon (1753−1821) | Louise Marie Adélaïde van Bourbon (1753−1821) | Louise Marie Adélaïde van Bourbon (1753−1821) | Louise Marie Adélaïde van Bourbon (1753−1821) | Louise Marie Adélaïde van Bourbon (1753−1821) |                                               |                                               |                                               |                                               |                                               |                                               |                                         |                                         |                                         |                                         |  |  |  |  |  |  |  |  |  |  |  |  |  |  |  |  |  |  |  |  |  |  |  |  |  |  |  |  |  |  |  |  |  |  |  |  |  |  |  |  |  |  |  |  |  |  |  |  |
|                                     |                                     |                                     |                                     |                                             |                                             |                                             |                                             |                                             |                                             |                                            |                                            |                                            |                                            |                                                  |                                                  |                                                  |                                                  |                                                  |                                                  |                                          |                                          |                                          |                                          |                                          |                                          |                                  |                                  |                                            |                                            |                                            |                                            |                                            |                                            |                                            |                                            |                                            |                                            |                                               |                                               |                                               |                                               |                                               |                                               |                                               |                                               |                                               |                                               |                                               |                                               |                                         |                                         |                                         |                                         |  |  |  |  |  |  |  |  |  |  |  |  |  |  |  |  |  |  |  |  |  |  |  |  |  |  |  |  |  |  |  |  |  |  |  |  |  |  |  |  |  |  |  |  |  |  |  |  |
|                                     |                                     |                                     |                                     |                                             |                                             |                                             |                                             |                                             |                                             |                                            |                                            |                                            |                                            |                                                  |                                                  |                                                  |                                                  |                                                  |                                                  |                                          |                                          |                                          |                                          |                                          |                                          |                                  |                                  |                                            |                                            |                                            |                                            |                                            |                                            |                                            |                                            |                                            |                                            |                                               |                                               |                                               |                                               |                                               |                                               |                                               |                                               |                                               |                                               |                                               |                                               |                                         |                                         |                                         |                                         |  |  |  |  |  |  |  |  |  |  |  |  |  |  |  |  |  |  |  |  |  |  |  |  |  |  |  |  |  |  |  |  |  |  |  |  |  |  |  |  |  |  |  |  |  |  |  |  |
|                                     |                                     |                                     |                                     | Lodewijk Filips I van Frankrijk (1773-1850) | Lodewijk Filips I van Frankrijk (1773-1850) | Lodewijk Filips I van Frankrijk (1773-1850) | Lodewijk Filips I van Frankrijk (1773-1850) | Lodewijk Filips I van Frankrijk (1773-1850) | Lodewijk Filips I van Frankrijk (1773-1850) |                                            |                                            |                                            |                                            | Anton van Orléans (1775-1807)                    | Anton van Orléans (1775-1807)                    | Anton van Orléans (1775-1807)                    | Anton van Orléans (1775-1807)                    | Anton van Orléans (1775-1807)                    | Anton van Orléans (1775-1807)                    |                                          |                                          |                                          |                                          | Adelaïde van Orléans (1777-1847)         | Adelaïde van Orléans (1777-1847)         | Adelaïde van Orléans (1777-1847) | Adelaïde van Orléans (1777-1847) | Adelaïde van Orléans (1777-1847)           | Adelaïde van Orléans (1777-1847)           |                                            |                                            |                                            |                                            | Françoise van Orléans (1777-1782)          | Françoise van Orléans (1777-1782)          | Françoise van Orléans (1777-1782)          | Françoise van Orléans (1777-1782)          | Françoise van Orléans (1777-1782)             | Françoise van Orléans (1777-1782)             |                                               |                                               |                                               |                                               | Lodewijk Karel van Orléans (1779-1808)        | Lodewijk Karel van Orléans (1779-1808)        | Lodewijk Karel van Orléans (1779-1808)        | Lodewijk Karel van Orléans (1779-1808)        | Lodewijk Karel van Orléans (1779-1808)        | Lodewijk Karel van Orléans (1779-1808)        |                                         |                                         |                                         |                                         |  |  |  |  |  |  |  |  |  |  |  |  |  |  |  |  |  |  |  |  |  |  |  |  |  |  |  |  |  |  |  |  |  |  |  |  |  |  |  |  |  |  |  |  |  |  |  |  |